# Новіна (Чарнковсько-Тшцянецький повіт)
Новіна (пол. Nowina) — село в Польщі, у гміні Любаш Чарнковсько-Тшцянецького повіту Великопольського воєводства.
Населення — 147 осіб (2011).
У 1975-1998 роках село належало до Пільського воєводства.

## Демографія
Демографічна структура станом на 31 березня 2011 року:
|          | Загалом | Допрацездатний вік | Працездатний вік | Постпрацездатний вік |
| -------- | ------- | ------------------ | ---------------- | -------------------- |
| Чоловіки | 81      | 20                 | 55               | 6                    |
| Жінки    | 66      | 21                 | 36               | 9                    |
| Разом    | 147     | 41                 | 91               | 15                   |